# Strelitzia juncea
Strelitzia juncea, vrsta je strelicije iz Južnoafrička Republika, raširene u provinciji Eastern Cape. To je grm koji naraste do jedan ili dva metra visine.

## Galerija
- S. juncea
- S. juncea
- S. juncea
- S. juncea

## Vanjske poveznice
|  | Zajednički poslužitelj ima još gradiva o temi Strelitzia juncea |
|  | Wikivrste imaju podatke o taksonu Strelitzia juncea             |